# بازی رومیزی

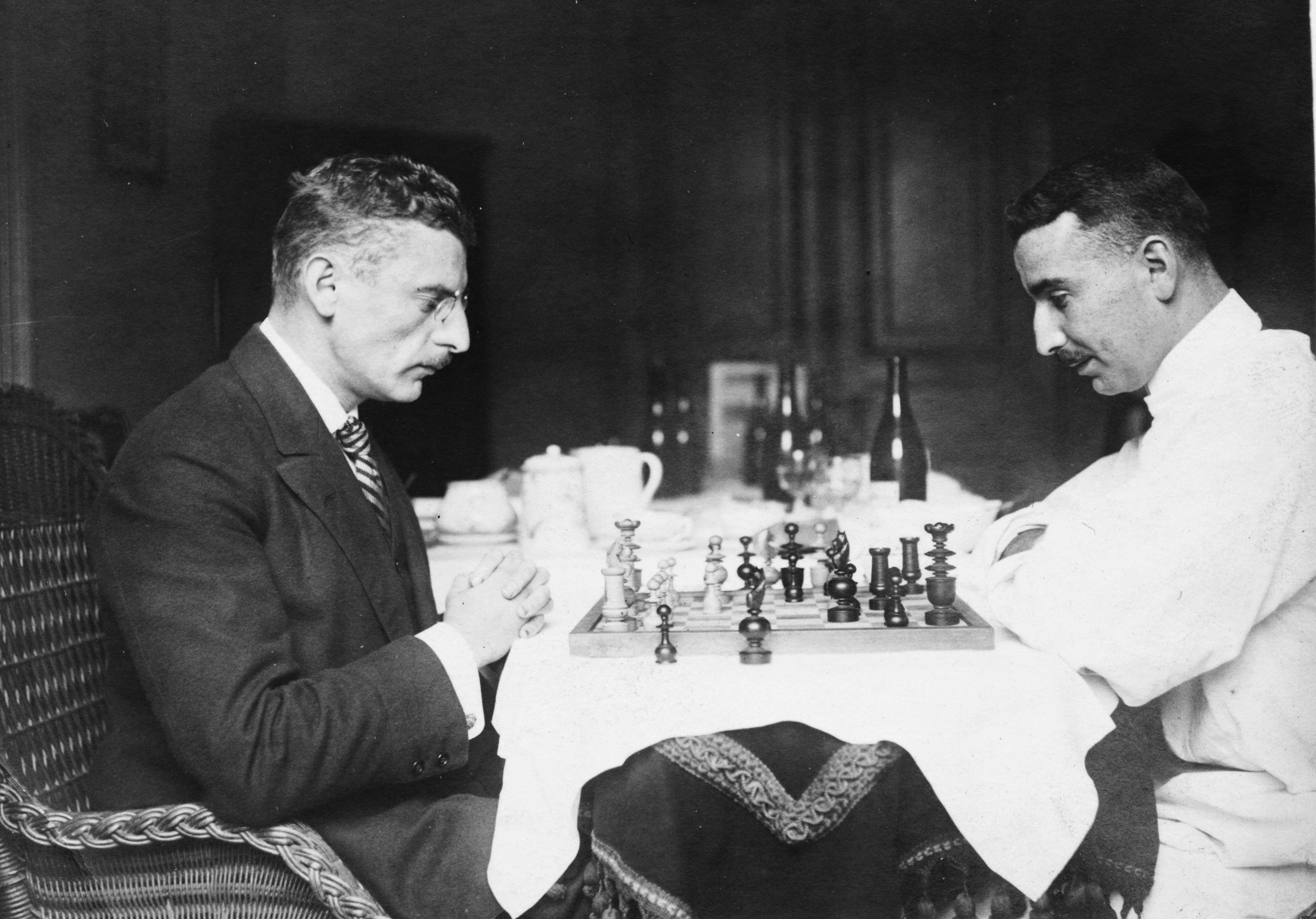
شطرنج و بازی‌های وابسته به آن قرن‌هاست که محبوب بوده‌اند.

بازی‌های رومیزی یا تیبل‌تاپ (به انگلیسی: Tabletop game)، به دسته‌ای از بازی‌ها گفته می‌شود که معمولاً بر روی میز یا سطح صاف انجام می‌شوند. این دسته شامل بازی‌هایی مانند بازی‌های صفحه‌ای، بازی‌های کارتی، بازی‌های تاسی، بازی‌های جنگی مینیاتوری، بازی‌های نقش‌آفرینی رومیزی و بازی‌های کاشی‌محور می‌شود.

## رده‌بندی بر پایهٔ تجهیزات مورد استفاده
بازی‌های رومیزی را می‌توان بر پایهٔ شکل کلی یا تجهیزات به‌کاررفته در آن‌ها رده‌بندی کرد. ‏
| دسته بازی                | مثال‌های بازی |
| ------------------------ | --- |
| بازی‌های صفحه‌ای           | بازی‌های رومیزی ماجراجویی، کتاب‌های بازی ماجراجویی، تخته نرد، شطرنج، بازی‌های رومیزی به سبک آلمانی، گو (بازی)، رورسی، منقله، شوگی، گوموکو، چهار پشت سر هم (یا Yonmoku)، ایکس او (یا Sanmoku، سه در یک ردیف) |
| بازی‌های کارتی            | بازی یک‌نفره، بازی‌های کارتی کلکسیونی، هانافودا، بازی‌های کارتی تاروت، پوکر |
| بازی‌های مهارتی           | جنگا، کروکینول، کلاسک، اسب‌های آبی گرسنه، لوپین لویی، وحشت در شهر میپل، یخ را نشکنید، کمان پولادی و منجنیق، ناکلبونز، تویستر، پیچ‌کار                                                                      |
| بازی‌های تاس              | بانکو، کرپس، تاس پوکر، سیک بو، یاتزی |
| بازی‌های کاغذی و مدادی    | کشتی جنگی، اتصال ۵، نقطه و جعبه، جلاد، جوانه، سودوکو |
| بازی‌های نقش‌آفرینی رومیزی | سیاه‌چال‌ها و اژدهاها، بازی نقش‌آفرینی پَث‌فایندر |
| بازی‌های استراتژی         | بازی‌های جنگی، بازی‌های شبیه‌سازی دولتی، بازی‌های مینیاتوری |
| بازی‌های مبتنی بر کاشی    | ۱۵ پازل، آناگرام، دومینو، فال ماهجونگ، فال ماهجونگ تک نفره |
| ورزش‌های رومیزی           | به مقاله مراجعه کنید. |

بازی‌هایی مانند شطرنج و چکر نمونه‌هایی از بازی‌هایی هستند که در دستهٔ بازی‌های صفحه‌ای قرار می‌گیرند. با این حال، برخی بازی‌های دیگر دارای ویژگی‌های گوناگون‌اند و نمی‌توان آن‌ها را به‌روشنی در یک دستهٔ مشخص جای داد (برای نمونه، مونوپولی و بسیاری از یوروگیم‌های مدرن هم از صفحهٔ بازی استفاده می‌کنند و هم از تاس و کارت).
برای چندین دسته از این بازی‌ها، زیرمجموعه‌ها و حتی زیرزیرمجموعه‌ها یا گونه‌های خاصی وجود دارد. برای نمونه، بازی‌های صفحه‌ای به سبک آلمانی، بازی‌های جنگی صفحه‌ای، و بازی‌های تاسی-حرکتی، همگی از انواع بازی‌های صفحه‌ای هستند که از نظر سبک اجرا و جذابیت کلی، تفاوت‌های چشم‌گیری با یکدیگر دارند.

### اجزای بازی‌های رومیزی
اجزا، قطعات و ابزارهای تخصصی گوناگونی که برای انجام بازی‌های رومیزی به‌کار می‌روند، ممکن است شامل موارد زیر باشند:
- کرنومتر، ساعت، ساعت شنی یا تایمر تخم مرغی
- میپل، آدمک‌های مینیاتوری، پیاده یا مهره بازی
- ژتون‌های قمار یا پول بازی
- تخته بازی
- جعبه یا ظرف بازی
- تابلوی امتیازات یا دفترچه یادداشت
- شمارنده مقوایی، شمارنده عقربه‌ای، ماژیک یا میخ برای ثبت امتیاز/چوب خط
- مداد
- کتابچه‌های راهنمای قوانین
- خط‌کش یا وسیله اندازه‌گیری
- خاک رس مدل‌سازی
- صفحه نمایش گیم مستر
- کاسه، سینی یا نظم‌دهنده‌های قطعات
- استیکرهایی که اغلب در بازی‌های Legacy استفاده می‌شوند
- غلاف‌های کارت مورد استفاده در بازی‌هایی که دارای «سیستم ساخت کارت» هستند[۴]
- تصادفی‌سازهایی مانند:
  - سکه‌ها
  - تاس، که می‌تواند شامل تاس‌های چندوجهی باشد
  - برج تاس یا فنجان تاس
  - کارت‌های بازی، که می‌توانند کارت‌های کلکسیونی باشند
  - دستگاه بر زدن
  - کاشی‌ها
  - فرفره‌ها، مانند تیتوتوم‌ها یا دریدل‌ها
  - کیف بنددار
  - اسپینرها
  - استخوان، صدف کوری یا تاس چوبی، که در بازی‌های باستانی استفاده می‌شدند

یک بازی داوری‌شده ممکن است شامل ابزارهای کمکی مختلفی برای اجرا باشد، از جمله بسته‌های سناریو و ابزارهای کمکی رایانه‌ای. بازی‌های نقش‌آفرینی نیز می‌توانند شامل دنیای کارزار (campaign settings) و دفترچه‌ها و یادداشت‌های تکمیلی گوناگون باشند.

## رده‌بندی بر پایهٔ عناصر شانس
به‌جای رده‌بندی بازی‌ها بر اساس تجهیزات مورد استفاده، می‌توان آن‌ها را بر پایهٔ عناصر شانس موجود در بازی نیز طبقه‌بندی کرد. در نظریهٔ بازی‌ها، دو عنصر بنیادی و متمایز از شانس می‌توانند در روند بازی نقش ایفا کنند:
- شانس ناشی از نامعلومی در نتیجه، مانند ریختن تاس یا پخش شدن کارت‌های ناشناخته در جریان بازی. بازی‌هایی که در آن‌ها نامعلومی نتیجه نقش دارد، بازی‌های تصادفی (stochastic games) نامیده می‌شوند، در برابر بازی‌های قطعی (deterministic games). شانس ناشی از نامعلومی در وضعیت، مانند نامشخص بودن موقعیت یا کارت‌های حریف، یا ماهیت هم‌زمان بودن حرکات در بازی. بازی‌هایی که در آن‌ها نامعلومی وضعیت نقش دارد، بازی‌های با اطلاعات ناقص یا ناتمام (imperfect/partial information games) نامیده می‌شوند، در برابر بازی‌های با اطلاعات کامل یا تمام‌نما (perfect/full information games).

نمونه‌هایی از رده‌بندی بر پایهٔ شانس برای برخی از بازی‌های رومیزی شناخته‌شده در جدول زیر ارائه شده‌اند.
|        | اطلاعات کامل/بی‌نقص | اطلاعات جزئی/ناقص                                                  |
| ------ | --- | ------------------------------------------------------------------ |
| قطعی   | - شطرنج - شوگی - شطرنج چینی - درافت‌ها - برو - گوموکو - هگز - مانکالا - ریورسی - نقطه‌ها و کادرها - فوتبال - صدف آبالون - خطوط عمل - سلطه‌گر - موریس ناین مردانه | - پل قرارداد                                                       |
| تصادفی | - تخته نرد - انحصار - کرپس - رولت - یاتزی - خوک - اسکریبج - پارچسی                                                                                            | - پوکر - بلک جک - جین رامی - اسکربل - کاناستا - ریسک - فال ماهجونگ |

## سازمان‌ها
فهرست سازمان‌هایی که رویدادهای مرتبط با بازی‌های رومیزی را برگزار یا پشتیبانی می‌کنند:
- انجمن بردگیم‌گیک برگزارکنندهٔ رویداد سالانهٔ BGG.CON است.
- پکس میزبان رویداد PAX Unplugged می‌باشد.
- گیک اند ساندری هر سال روز جهانی بازی رومیزی (International TableTop Day) را ترویج و پشتیبانی می‌کند.
- سازمان O.G.R.E.s (سازمان بازیکنان و علاقه‌مندان به بازی‌های نقش‌آفرینی) رویدادهای بازی رومیزی را برای OMGcon برگزار می‌کند.
- کاماریلا وابسته به شرکت انتشارات وایت ولف در زمینهٔ بازی‌های نقش‌آفرینی فعالیت دارد.
- شرکت ویزارد کاست مالک شبکهٔ RPGA (انجمن بازی‌های نقش‌آفرینی) است.
- انجمن بازی‌های مینیاتوری تاریخی (Historical Miniatures Gaming Society) به ترویج بازی‌های جنگی تاریخی با مینیاتور پرداخته و رویدادهایی همچون Historicon را برگزار می‌کند.
- شرکت SaltCON LLC برگزارکنندهٔ رویداد SaltCON و رقابت جایزهٔ آیون (Ion Award) برای بازی‌های رومیزی منتشرنشده است.

گروه‌های مستقل و محلی بسیاری، که توسط خود بازیکنان اداره می‌شوند، برای انجام بازی‌های رومیزی فعالیت دارند. افزون بر این، در بسیاری از دانشگاه‌ها نیز انجمن‌هایی دانشجویی وجود دارند که به‌طور خاص به بازی‌های رومیزی می‌پردازند. انجمن دانشگاهی بازیکنان بازی‌های رومیزی (Collegiate Association of Table Top Gamers) یکی از این سازمان‌هاست که در چندین دانشگاه شعبه دارد.

## بازی‌های رومیزی دیجیتال
بازی‌های رومیزی دیجیتال گونه‌ای دیجیتال از بازی‌های رومیزی هستند که شامل بازتولید مستقیم نسخه‌های فیزیکی موجود، بازی‌های ویدئویی‌ای که از اصول بازی‌های رومیزی در ساختار گیم‌پلی خود بهره می‌برند، و نیز شبیه‌سازهای رومیزی‌ای می‌شوند که بستری مجازی برای اجرای آنلاین این نوع بازی‌ها فراهم می‌کنند.